# Pultenaea pinifolia
Pultenaea pinifolia är en ärtväxtart som beskrevs av Meissner. Pultenaea pinifolia ingår i släktet Pultenaea och familjen ärtväxter. IUCN kategoriserar arten globalt som sårbar. Inga underarter finns listade i Catalogue of Life.